# Golden Boy of Pye Corner

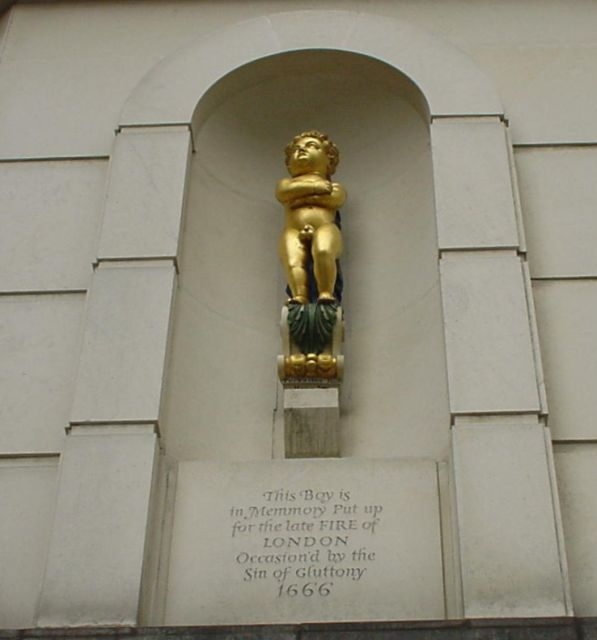
Golden Boy of Pye Corner

Golden Boy of Pye Corner är en liten 1600-tals skulptur i  hörnet av Giltspur Street och Cock Lane i distriktet Smithfield i centrum av London. Statyn som tidigare kallades "Fat Boy" (tjock pojke) markerar platsen där den Stora branden i London år 1666 stoppades. Statyn, som är av trä förgylldes på 1800-talet. 
Under statyn står inskriptionen: 

This Boy is in Memmory put up for the late Fire of LONDON in Occasion'd by the Sin og Gluttony.

Och cirka 3 meter längre ner:
The boy at Pye Corner was

erected to commemorate

the staying of the great

fire which beginning at

Pudding Lane was ascribed

to the Sin of Gluttony

when not attributed to

the papists as on the

Monument and the Boy was

made prodigiously fat to

enforce the moral he was

originally built into the

front of a public-house

Called The Fortune of War

Which used to occupy

This site and was pulled

Down in 1910

'The Fortune of War' was

The chief house of call

North of the River for

Resurrectionists in body

snatching days years ago

The landlord used to show

The room where on benches

Round the walls the bodies

Were placed labelled

With the snatchers'

names waiting till the

Surgeons at Saint

Bartholomew's could run

Round and appraise them
Golden Boy var ursprungligen placerad på Puben "The Fortune of War" men när huset revs år 1910 flyttades statyn till den kulturskyddade grannfastigheten.